# Eusebio Malatesta

Stemma Malatesta

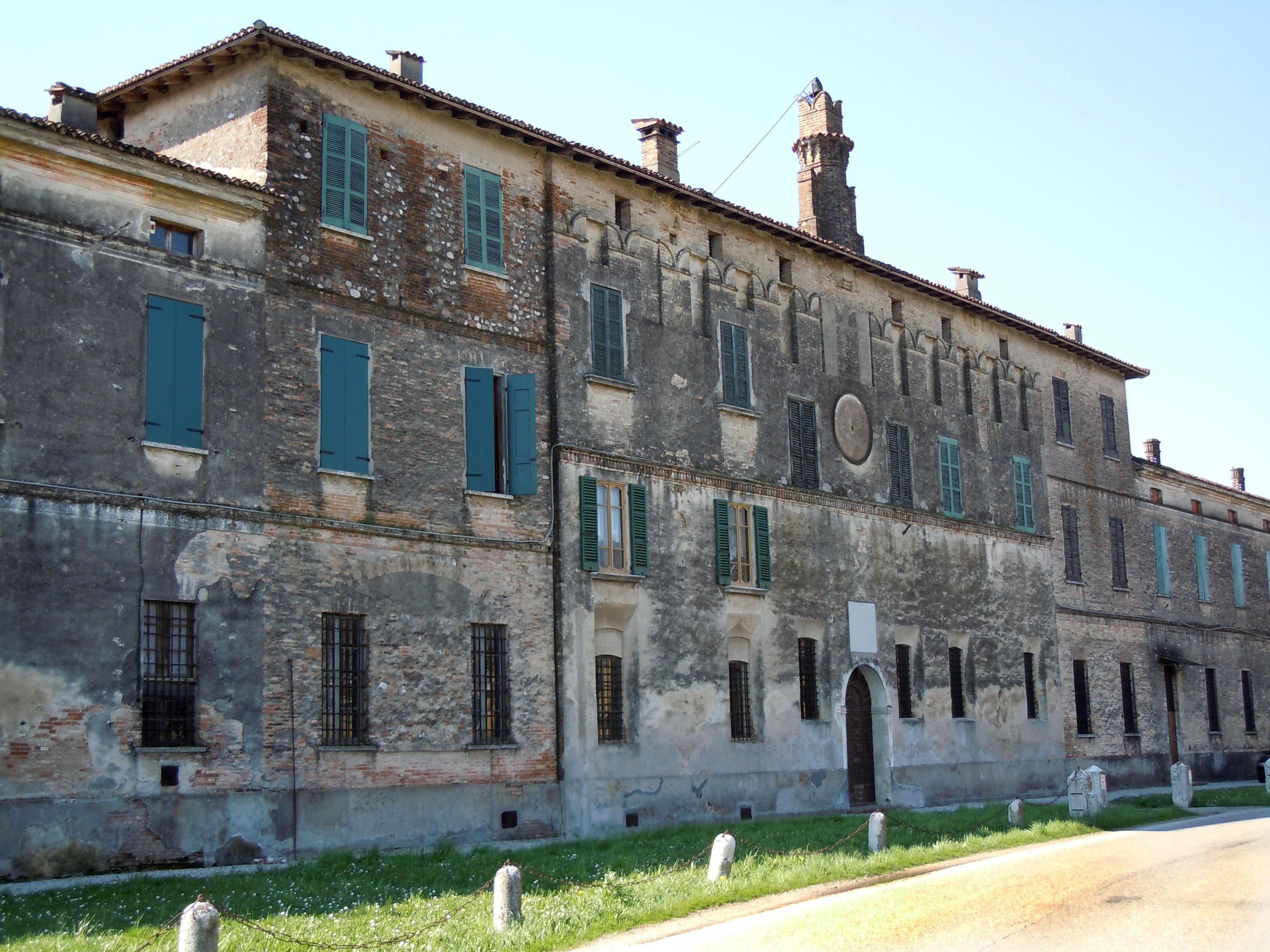
San Martino Gusnago, Palazzo Secco-Pastore

Eusebio Malatesta (Mantova, 1420 circa – 1484?) è stato un nobile e condottiero italiano.

## Biografia
Era probabilmente figlio di Carlo II Malatesta, signore di Pesaro e Fossombrone.
Ebreo convertito, fu messo sotto la protezione di Paola Malatesta, marchesa consorte di Mantova per aver sposato Gianfrancesco Gonzaga e posto al servizio prima di Ludovico III Gonzaga e quindi di Federico I. Fu spesso al fianco di quest'ultimo in diverse imprese militari, tanto da essere nominato cavaliere. Da questi ricevette in dono, dopo la morte del padre Ludovico, Palazzo Secco a San Martino Gusnago, fatto edificare dal condottiero Francesco Secco, del quale era nemico.
Fu spesso in contrasto con Antonia Malatesta, sposa di Rodolfo Gonzaga di Luzzara, che venne da Eusebio tacciata di infedeltà coniugale e per questo giustiziata dal marito sulla pubblica piazza il 25 dicembre 1483.
Nel 1484, assieme a Francesco Secco, fu al capezzale del marchese Federico I, ai quali passò le consegne.
Il Malatesta venne allontanato dalla corte gonzaghesca dal Secco, a cui Federico Gonzaga aveva affidato gli affari di Stato. Dal 1484 di Eusebio non si ebbero più notizie.

## Discendenza
Eusebio ebbe da una certa Bartolomea tre figli:
- Gianfrancesco, giureconsulto
- Girolamo, cavaliere al servizio dei Gonzaga
- Federico, al servizio dei Gonzaga